# Navíd Akhavan
Navíd Akhavan (* 9. června 1980 Teherán) je íránsko-německý herec.

## Životopis
Kvůli Irácko-íránské válce musel jako čtyřletý se svou rodinou utéct z rodné země. Nějakou dobu žili i ve Spojených státech, ale roku 1985 se jeho otec, matka, mladší bratr a on odstěhovali do Západního Německa. Umí mluvit anglicky, persky a německy. Rozuměl hudbě, ale stával se lepším spíše v herectví. Nejdříve hrál v divadlech a později se dostal i do televize a filmů.